# Сухой Ташлык
Сухо́й Ташлы́к (укр. Сухий Ташлик) — село в Побугской поселковой общине Голованевского района Кировоградской области Украины.
До 2020 года входило в Ольшанский район
Население по переписи 2001 года составляло 997 человек. Почтовый индекс — 26630. Телефонный код — 5250. Код КОАТУУ — 3524384201.
В селе родился Герой Советского Союза Ануфрий Луценко.